# Вердехо, Карлос
Карлос Энрике Вердехо Перальта (исп. Carlos Enrique Verdejo Peralta; 2 октября 1934, Вальпараисо — 24 января 2017, Винья-дель-Мар) — чилийский футболист, игравший на позиции нападающего, обладатель Кубка Чили, игрок национальной сборной Чили.

## Биография

### Клубная карьера
Начал играть в футбол на взрослом уровне в «Эвертоне» из Винья-дель-Мар, дебютировал в его составе в сентябре 1953 года в игре против «Универсидад де Чили».
В 1957 году перешёл в клуб «Депортес Ла-Серена», с которым в том же сезоне победил в турнире второго дивизиона, забив решающий гол в «золотом матче» в ворота «Сантьяго Морнинг» (1:0). В 1958 году стал лучшим бомбардиром чемпионата Чили с 23 голами, а его команда в дебютном сезоне заняла третье место. В 1959 году стал финалистом Кубка Чили, сам в финальном матче не играл, а его команда крупно уступила клубу «Сантьяго Уондерерс» (1:5). На следующий год, уже в статусе клуба второго дивизиона, «Депортес Ла-Серена» снова вышел в финал Кубка и взял реванш у «Сантьяго Уондерерс» (4:1), Вердехо отыграл полный матч в составе команды.
В конце карьеры выступал за «Универсидад Католика», «Палестино», «Сантьяго Уондерерс» и «Эвертон (Винья-дель-Мар)». Пропустил год профессиональной карьеры из-за работы на фабрике.
Принимал участие в товарищеских матчах в составе разных чилийских команд. Четыре раза играл против «Сантоса» с Пеле и трижды выходил победителем, в составе «Универсидад де Чили» и «Коло-Коло».

### Карьера в сборной
В составе национальной сборной Чили принимал участие в чемпионатах Южной Америки 1957 и 1959 годов. 21 марта 1957 года в матче чемпионата континента против сборной Колумбии забил два гола.
Также выступал за сборную в 1962 и 1964 годах.
После окончания карьеры некоторое время жил в США.

## Достижения
- Обладатель Кубка Чили: 1960
- Финалист Кубка Чили: 1959
- Победитель второго дивизиона чемпионата Чили: 1957
- Лучший бомбардир чемпионата Чили: 1958 (23 гола)